# Ykkönen 2017
La Ykkönen 2017 è stata la ventitreesima edizione della seconda serie del campionato finlandese di calcio come Ykkönen. Il campionato, iniziato il 29 aprile e terminato il 21 ottobre 2017, con il formato a girone unico e composto da dieci squadre, è stato vinto dal TPS, che venne promosso in Veikkausliiga, assieme all'Honka, vincitore dello spareggio promozione.

## Stagione

### Novità
Dalla Ykkönen 2016 è stato promosso in Veikkausliiga il JJK, mentre sono stati retrocessi in Kakkonen il KTP e il Jazz. Dalla Veikkausliiga 2016 è stato retrocesso il PK-35 Vantaa, che poco dopo la fine del campionato ha dichiarato il fallimento, non ottenendo la licenza di partecipazione al campionato di Ykkönen. Dal Kakkonen sono stati promossi in Ykkönen l'Honka e lo Gnistan, vincitori degli spareggi promozione, e l'OPS, ripescato in sostituzione del PK-35 Vantaa.

### Formula
Le dieci squadre si affrontavano tre volte nel corso del campionato, per un totale di 27 giornate. La prima classificata veniva promossa direttamente in Veikkausliiga, mentre la seconda classificata affrontava la penultima classificata in Veikkausliiga in uno spareggio promozione/retrocessione. Le ultime due classificate venivano retrocesse direttamente in Kakkonen.

## Squadre partecipanti
| Club    | Città       | Stadio                   | Stagione 2016                |
| ------- | ----------- | ------------------------ | ---------------------------- |
| EIF     | Raseborg    | Ekenäs Centrumplan       | 8º posto in Ykkönen          |
| Gnistan | Helsinki    | Mustapekka Areena        | 1º posto in Kakkonen Lohko A |
| GrIFK   | Kauniainen  | Kauniaisten Keskuskenttä | 6º posto in Ykkönen          |
| Haka    | Valkeakoski | Tehtaan kenttä           | 7º posto in Ykkönen          |
| Honka   | Espoo       | Tapiolan urheilupuisto   | 1º posto in Kakkonen Lohko B |
| Jaro    | Jakobstad   | Jakobstads centralplan   | 3º posto in Ykkönen          |
| KPV     | Kokkola     | Kokkolan Keskuskenttä    | 5º posto in Ykkönen          |
| OPS     | Oulu        | Raatin stadion           | 1º posto in Kakkonen Lohko C |
| AC Oulu | Oulu        | Raatin stadion           | 4º posto in Ykkönen          |
| TPS     | Turku       | Urheilupuiston yläkenttä | 2º posto in Ykkönen          |

## Classifica finale
|  | Pos. | Squadra | Pt | G  | V  | N  | P  | GF | GS | DR  |
|  | ---- | ------- | -- | -- | -- | -- | -- | -- | -- | --- |
|  | 1.   | TPS     | 58 | 27 | 17 | 7  | 3  | 49 | 14 | +35 |
|  | 2.   | Honka   | 55 | 27 | 16 | 7  | 4  | 64 | 24 | +40 |
|  | 3.   | KPV     | 45 | 27 | 12 | 9  | 6  | 42 | 26 | +16 |
|  | 4.   | AC Oulu | 42 | 27 | 12 | 6  | 9  | 40 | 40 | 0   |
|  | 5.   | Jaro    | 35 | 27 | 9  | 8  | 10 | 36 | 36 | 0   |
|  | 6.   | Haka    | 35 | 27 | 8  | 11 | 8  | 35 | 42 | -7  |
|  | 7.   | EIF     | 30 | 27 | 8  | 6  | 13 | 33 | 43 | -10 |
|  | 8.   | OPS     | 26 | 27 | 7  | 5  | 15 | 35 | 60 | -25 |
|  | 9.   | GrIFK   | 22 | 27 | 5  | 7  | 15 | 28 | 59 | -31 |
|  | 10.  | Gnistan | 21 | 27 | 5  | 6  | 16 | 26 | 44 | -18 |

Legenda:
      Promosso in Veikkausliiga.
 Ammesso allo spareggio promozione-retrocessione.
      Retrocesso in Kakkonen.
Note:
Tre punti a vittoria, uno a pareggio, zero a sconfitta.

## Statistiche

### Classifica marcatori
| Gol |  |  | Giocatore          | Squadra |
| --- |  |  | ------------------ | ------- |
| 14  |  |  | Felix da Bona      | EIF     |
| 14  |  |  | Kalle Multanen     | Haka    |
| 11  |  |  | Christian Eissele  | Jaro    |
| 10  |  |  | Joni Korhonen      | Honka   |
| 10  |  |  | Seth Paintsil      | Jaro    |
| 9   |  |  | Masar Ömer         | Honka   |
| 8   |  |  | Aleksander Akbar   | Gnistan |
| 8   |  |  | Sasa Jovović       | AC Oulu |
| 8   |  |  | Kasperi Liikonen   | Honka   |
| 8   |  |  | Alvarado Morín     | AC Oulu |
| 8   |  |  | Irak'li Sirbiladze | KPV     |
| 8   |  |  | Washilly Tshibasu  | KPV     |